# Река (Качаник)
Река (алб. Rekë) је насеље у општини Качаник, Косово и Метохија, Република Србија.

## Становништво
| Демографија | Демографија | Демографија |
| Година      | Становника  | Становника  |
| ----------- | ----------- | ----------- |
| 1948.       | 292         |             |
| 1953.       | 301         |             |
| 1961.       | 300         |             |
| 1971.       | 366         |             |
| 1981.       | 858         |             |
| 1991.       | 884         |             |